# ブレントウッド駅 (LIRR)
ブレントウッド駅（英: Brentwood）とはロングアイランド鉄道 (LIRR) の本線（ロンコンコマ支線）の駅である。公式にはニューヨーク州ブレントウッドのサフォーク郡道100号線（サフォーク・アベニュー）とブレントウッド・ロードの交差点にある。しかし、駐車設備やその他の快適設備 (amenities) は所在地から離れた場所にある。実際の駅はリロイ・アベニュー (Leroy Avenue) 付近の8丁目の行き止まりから線路を渡った場所にある。駐車場の入口はサフォーク・アベニューのうち、ブレントウッド・ロード/ワシントン・アベニューの1/2マイル東側にある。

## 歴史
当初は「モダン・タイムズ」 ("Modern Times") として知られていた初代の駅は1870年に建設され、その後1903年4月に火災にあい、1903年11月10日に置き換えられた。1987年まではブレントウッド駅は5番街のうち4丁目とブレントウッド・ロードに挟まれた区間にあった。それは同線のうちロンコンコマ、セントラル・アイスリップ、ブレントウッド、ディアーパーク、ワイヤンダンチの各駅での大規模な電化・再建事業の一環として移転された。当初、LIRRはディアーパーク、パインエア、ブレントウッドの各駅を1つの駅に統合しようと計画していたが、住民の反対によりその計画は中止され、ディアーパーク駅とパインエア駅が統合されただけであった。現在の駅は旧ブレントウッド駅（その駅は廃止されてまもなくレストランに転換された）の近くに建設された。ブレントウッド地区にあるすべての踏切は移転された後も変わりがない。

### トンプソンズ駅
ブレントウッド駅が建設される前、もう1つの駅がブレントウッドうち現在サグティコス・ステート・パークウェイがロングアイランド鉄道の本線を跨ぐ場所にあった。これはトンプソンズ駅（英: Thompson's station）またはトンプソンズ・サイディング（英: Thompson's Siding）として知られており、民家、駅、宿屋 (Inn) 、雑貨屋として利用された。それは鉄道が到達した際、1842年6月24日に駅として開業され、1869年12月にブレントウッド駅がさらに東に建設される前に閉鎖された。その場所は1915年に旧パインエア駅に置換された。その後同駅は1986年に閉鎖され、サグティコス・ステート・パークウェイの西の新しいディアーパーク駅に統合された。

## 駅構造
| 1 | ■ロンコンコマ支線 | ニューヨーク方面 （ディアーパーク）           |
| 2 | ■ロンコンコマ支線 | ロンコンコマ方面 （セントラル・アイスリップ） |

この駅は高床の単式ホームを2面有し、どちらも有効長は12両である。1番線と隣接する北側のプラットホームは通常西行きまたはニューヨーク行き列車が使用する。2番線と隣接する南側のプラットホームは通常東行き列車が使用する。
本線はここでは2線である。

## ギャラリー

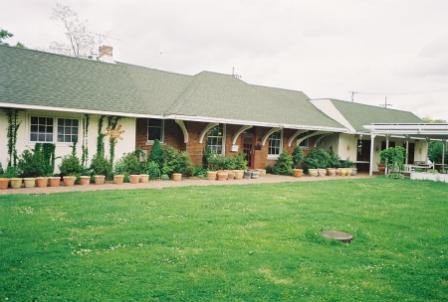
旧駅舎。現在はレストランである。
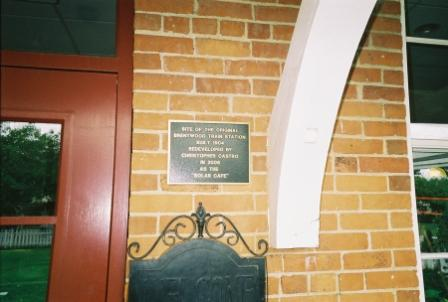
旧駅は現在「ソーラー・カフェ」 (Solar Cafe) となっている。
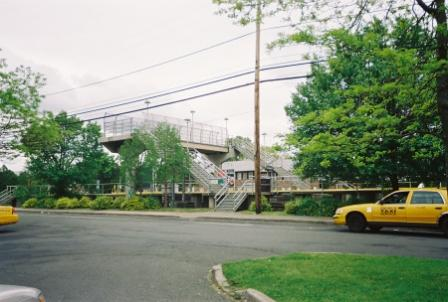
現在の駅舎付近の歩道橋。